# Центар за образовање и васпитање и рехабилитацију слушања и говора
Центар за образовање и васпитање и рехабилитацију слушања и говора (ЈУ „Центар за ОВРСГ”) једина је установа ове врсте на подручју Републике Српске која обухвата дјецу од предшколске доби до завршетка средње школе. Налази се у улици Доктора Јована Рашковића 28 у Бањој Луци.

## Организација
Дjелатност Центра за образовање и васпитање и рехабилитацију слушања и говора је васпитно, образовни и рехабилитациони процес који се реализује кроз основну, средњу школу и рехабилитацију слушања и говора дjеце и одраслих. Право на услуге овог Центра остварују ученици који посједују налаз и мишљење првостепене комисије за процјену потреба и усмјеравање дјеце и омладине са сметњама у развоју, донесено од стране надлежног Центра за социјални рад. Предшколско васпитање и образовање је намењено деци са слушним оштећењем од три године до поласка у школу и садржи три групе у које се деца смјештају у зависности од процјењених образовних потреба: дјеца са слушним оштећењем, дјеца са уграђеним кохлеарним имплантатом гдје се припремају за укључивање у редовне вртиће и школе и дјеца са говорно–језичким поремећајем. Предшколски третман дјеце оштећеног слуха и говора се одвија кроз групни рад, слушне и говорне вјежбе, логопедске вјежбе, реедукацију психомоторике, фонетску ритмику, музичко–ритмичке стимулације и вјежбе сензорне интеграције. Основно образовање се одвија према Наставном плану и програму које доноси Министарство просвјете и културе Републике Српске. Настава је организована као разредна и предметна, а изводи се у специјализованим учионицама коју изводе стручни кадар – дефектолози. У зависности од индивидуалних потреба ученика и њихових способности, поред редовне наставе и обавезних ваннаставних активности, укључени су и у рад секција. Средњошколско образовање се одвија према Наставном плану и програму за средње школе за ученике са посебним образовним потребама оштећеног слуха, а по потреби се раде и индивидуални прилагођени програми, према њиховим могућностима. Настава се одвија кроз трогодишње школовање за образовне профиле Текстилство и кожарство – модни кројач, модни обућар и модни галантериста, Остале дјелатности – фризер, Геодезија и грађевинарство – зидар и монтер суве градње молер и Пољопривреда и прерада хране – пекар. Стручно–теоретску и практичну наставу изводе стручњаци одговарајућих профила–занимања, а опште образовне предмете дефектолози. Сви ученици су обухваћени индивидуалним слушним и говорним вјежбама. Центар садржи кабинете за извођење практичне наставе за занимања фризер и пекар, амбуланту за лијечење, здравствену његу и рехабилитацију у којем ради специјализант дјечије и адолесцентне психијатрије, медицинска сестра и стручни сарадник за опште послове и ресурсни центар за инклузивно васпитање и образовање од 2021. године које пружа услуге образовним установама са подручја јединица локалне самоуправе: Бања Лука, Србац, Лакташи, Шипово, Мркоњић Град, Рибник, Језеро, Петровац, Кнежево, Котор Варош, Теслић, Челинац, Добој, Станари и Петрово у смислу подршке и сарадње.